# Knézy Jenő (sportriporter, 1944–2003)
Id. Knézy Jenő (Nagyvárad, 1944. augusztus 19. – Budapest, 2003. június 17.) magyar sportújságíró és sportriporter, ifjabb Knézy Jenő sportriporter édesapja.

## Tanulmányai
Kiskunhalason élt, Budapesten érettségizett. 1961–62-ben a magyar ifjúsági kosárlabda-válogatott tagja volt. 1962-től 1964-ig a Központi Élelmiszeripari Kutatóintézetben dolgozott. 1964–1969 között a Gödöllői Agrártudományi Egyetem Mezőgazdasági Gépészmérnöki Karán tanult.

## Pályafutása
1969–70-ben mezőgazdasági gépészmérnök végzettséggel a Budapesti Mezőgazdasági Gépgyár üzemmérnöke volt. Jelentkezett a Pályabelépő című sportriporter-pályázatra több mint ötezer társával együtt, és ebben a műsorban debütált a televízióban. 1971-től a Magyar Televízió sportosztályának munkatársa és riportere lett. 1972-től a Magyar Újságírók Országos Szövetsége (MÚOSZ) tagja.
Főként a labdajátékokkal forrt össze a neve, de közvetített többek közt jégkorongot, úszást, egy időben Formula–1-et is. Szállóigévé vált köszöntése volt a Jó estét, jó szurkolást!, amit ő maga talált ki, később le is védette. 1974-től 2002-ig valamennyi labdarúgó-világbajnokságon kint volt, háromszor a döntőt is közvetítette (1990, 1998, 2002). 1976-tól az Európa-bajnokságokról is rendszeresen közvetített. 
Jó estét, jó szurkolást!
A BEK/Bajnokok Ligája döntőjét is rendszerint ő kommentálta 2002-ig. Az 1972-es müncheni nyári játékoktól kezdve egészen a 2002-es téli játékokig az olimpiákról is tudósított, három magyar aranyérem megszerzését kommentálta (1992 – női kajak négyes, 2000 – Kovács Ágnes 200 m mellúszás, férfi vízilabda-válogatott).
Két ízben volt rövid ideig a Telesport főszerkesztője (1997 első fele, 1998 végétől 1999 nyaráig), a kettő között, valamint 1999-től főmunkatársa. Sokoldalúságát bizonyítva láthatták a nézők kabaréműsorokban és választási műsorokban is.

## Könyvek
- Foglalkozásunk: sportriporter (társszerző) Budapest, Sport Kiadó, 1979  ISBN 9632535448
- Hegyi Iván: A magyar olimpiai érmesek Knézy Jenő naplójával (Sydney, 2000), Paginarum Kiadó, 2000, ISBN 963-9133-62-0[2]
- B. Molnár László–Sinkovics Gábor: Knézy – Jó estét, jó szurkolást… (Knézy Jenő életregénye), Budapest Print Kft., 2003, ISBN 9636951241

## Elismerései
Az MNK Sport Érdemérem és a Kiváló Munkáért kitüntetés tulajdonosa volt. 2003-ban a Magyar Televízió életműdíjjal tüntette ki, ezzel három évtizedes kimagasló szakmai munkáját ismerve el.
A kormányfő javaslatára a Magyar Köztársasági Érdemrend tisztikeresztje kitüntetést adományozta Knézy Jenőnek a köztársasági elnök. A kitüntetést a riporter betegágyánál Gyurcsány Ferenc sportminiszter adta át.
A magyar úszósport hírességek csarnokának tagja (2018)

## Halála

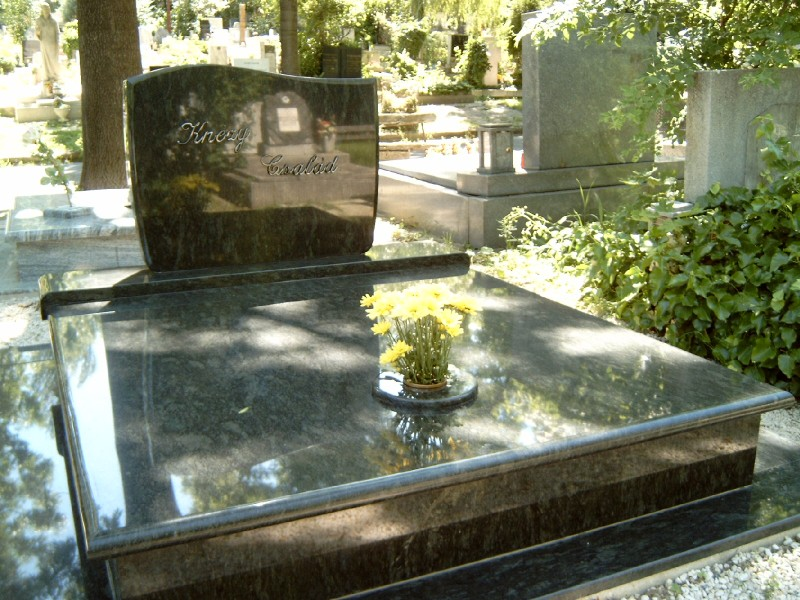
Knézy Jenő sírja Budapesten. Farkasréti temető: 8/3-1-131/132

Az 58 esztendős riporternél gyomorrákot diagnosztizáltak orvosai 2003 áprilisában. Betegségéről először a Nemzeti Sportban megjelent interjúban beszélt nyilvánosan. Két hónappal a betegség megállapítása után, 2003. június 17-én hunyt el.

## Emlékezete
- Knézy Jenő-díj: 2019 óta a közmédia életműdíjas főmunkatársának, legendás sportriporterének állít emléket.